# Shenius
Shenius is een geslacht van kreeftachtigen uit de klasse van de Malacostraca (hogere kreeftachtigen).

## Soort
- Shenius anomalus (Shen, 1935)